# Fontrabiouse
Fontrabiouse  (catalan : Font-rabiosa) est une commune française située dans l'ouest du département des Pyrénées-Orientales, en région Occitanie. Sur le plan historique et culturel, la commune est dans le pays du Capcir, un haut plateau constitué d'une ancienne cuvette glaciaire resserrée entre les massifs granitiques du Carlit et du Madrès.
Exposée à un climat de montagne, elle est drainée par la Galba, el Torrent, Rec del Cirerol et par deux autres cours d'eau. Incluse dans le parc naturel régional des Pyrénées catalanes, la commune possède un patrimoine naturel remarquable : un site Natura 2000 (« Capcir, Carlit et Campcardos ») et sept zones naturelles d'intérêt écologique, faunistique et floristique.
Fontrabiouse est une commune rurale qui compte 137 habitants en 2022, après avoir connu un pic de population de 424 habitants en 1821. Ses habitants sont appelés les Fontrabiousois ou  Fontrabiousoises.

## Géographie

### Localisation
La commune de Fontrabiouse se trouve dans le département des Pyrénées-Orientales, en région Occitanie.
Elle se situe à 66 km à vol d'oiseau de Perpignan, préfecture du département, et à 27 km de Prades, sous-préfecture.
Les communes les plus proches sont : 
Puyvalador (2,2 km), Formiguères (2,5 km), Réal (3,2 km), Matemale (5,8 km), Les Angles (6,7 km), Quérigut (7,0 km), Sansa (7,4 km), Carcanières (8,7 km).
Sur le plan historique et culturel, Fontrabiouse fait partie de la région du Capcir, un haut plateau situé à plus de  1 400 m d'altitude, constitué d'une ancienne cuvette glaciaire resserrée entre les massifs granitiques du Carlit et du Madrès.

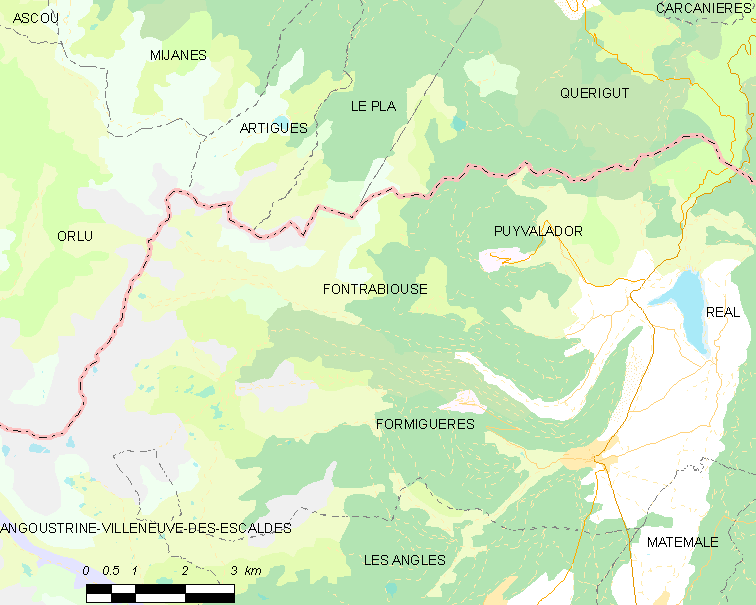
Situation de la commune.

| Artigues (Ariège) | Le Pla (Ariège) |            |
| Orlu (Ariège)     | Fontrabiouse    | Puyvalador |
|                   | Formiguères     |            |

### Géologie et relief

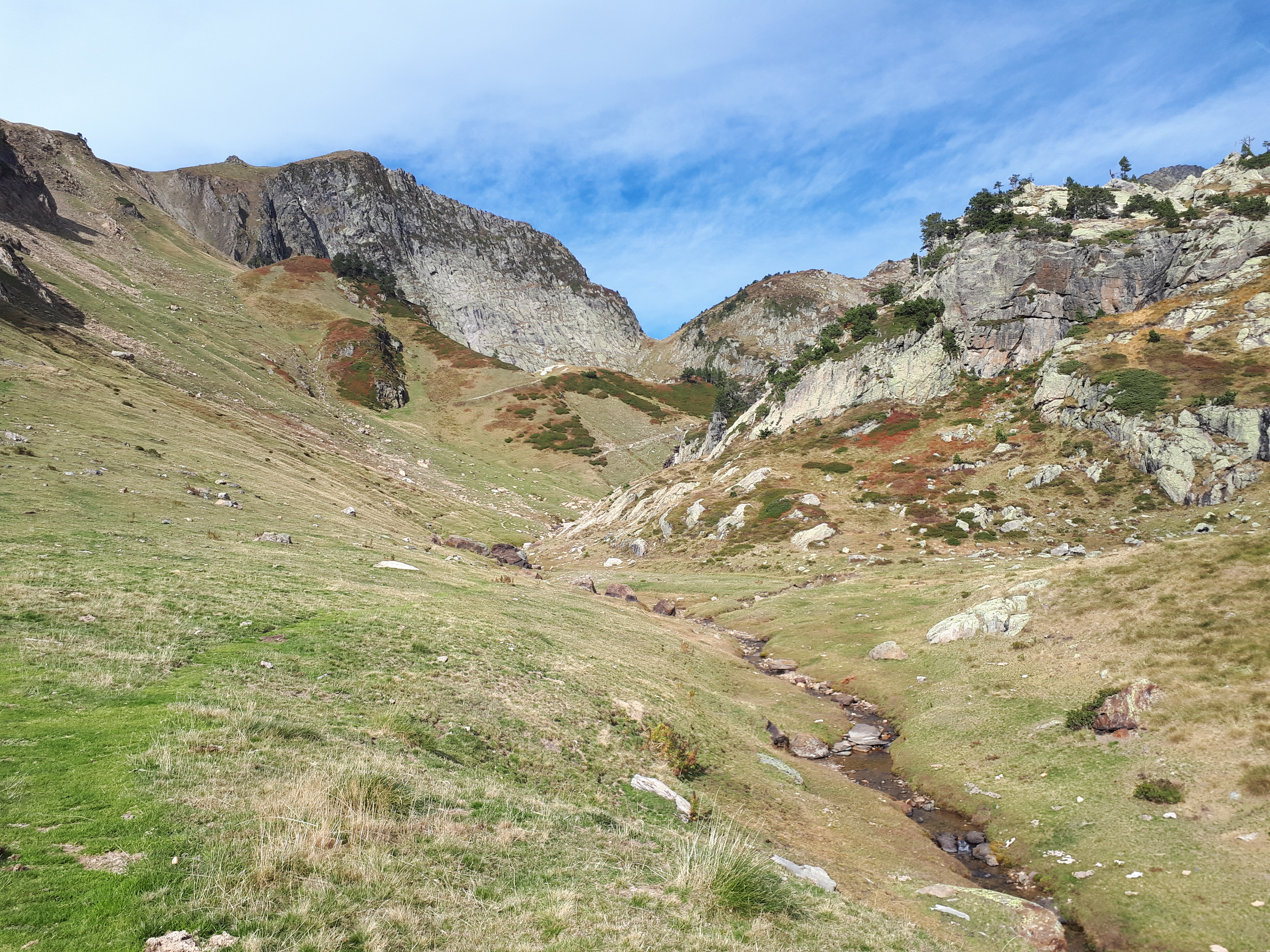
Portella d'Orlu, à la tête de la vallée Galbe (Galba).

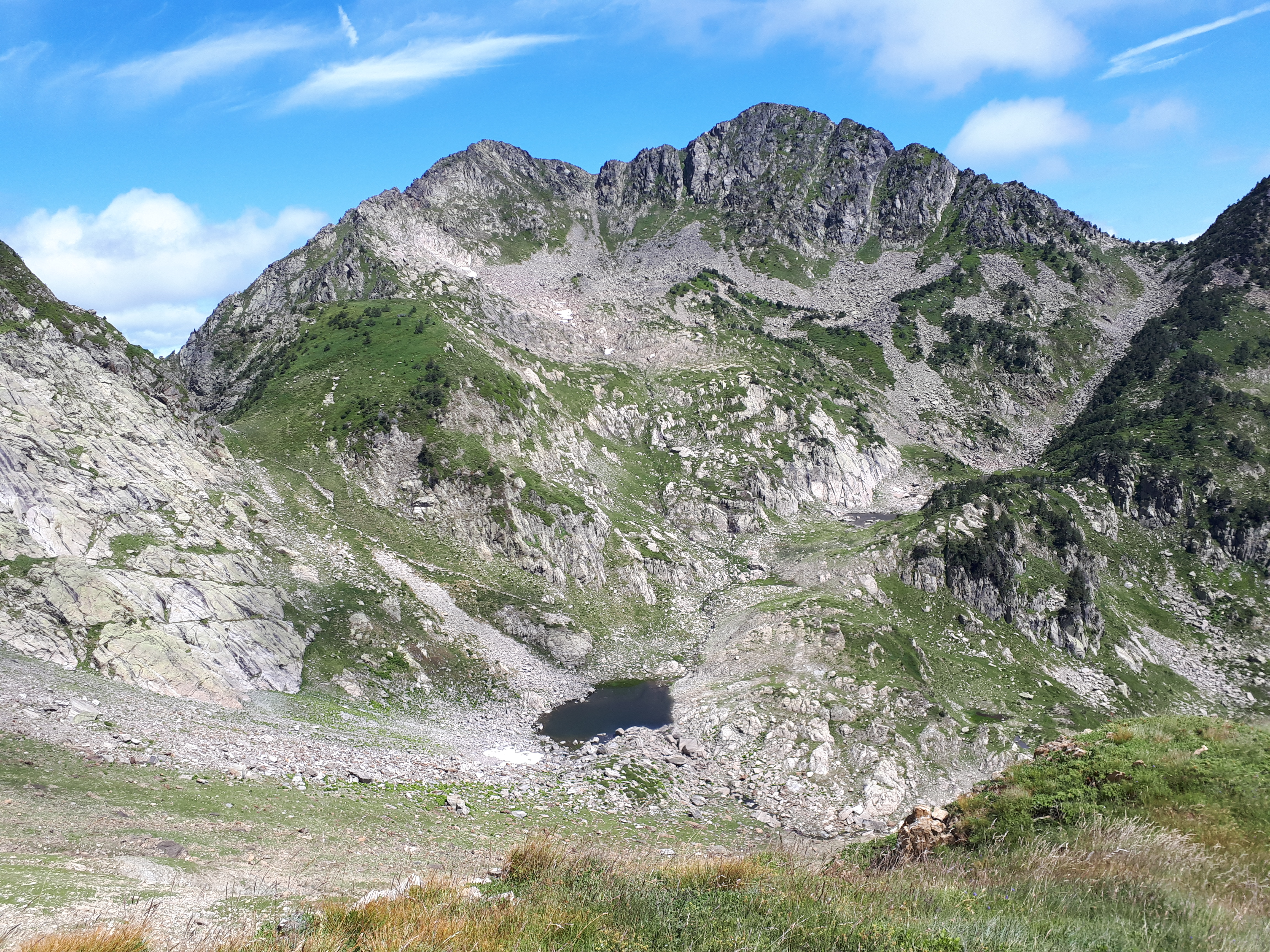
Pic de Baxouillade, le point culminant de la commune.

L'altitude la commune varie entre 1 438 et 2 547 mètres.
La commune est classée en zone de sismicité 4, correspondant à une sismicité moyenne.

### Hydrographie

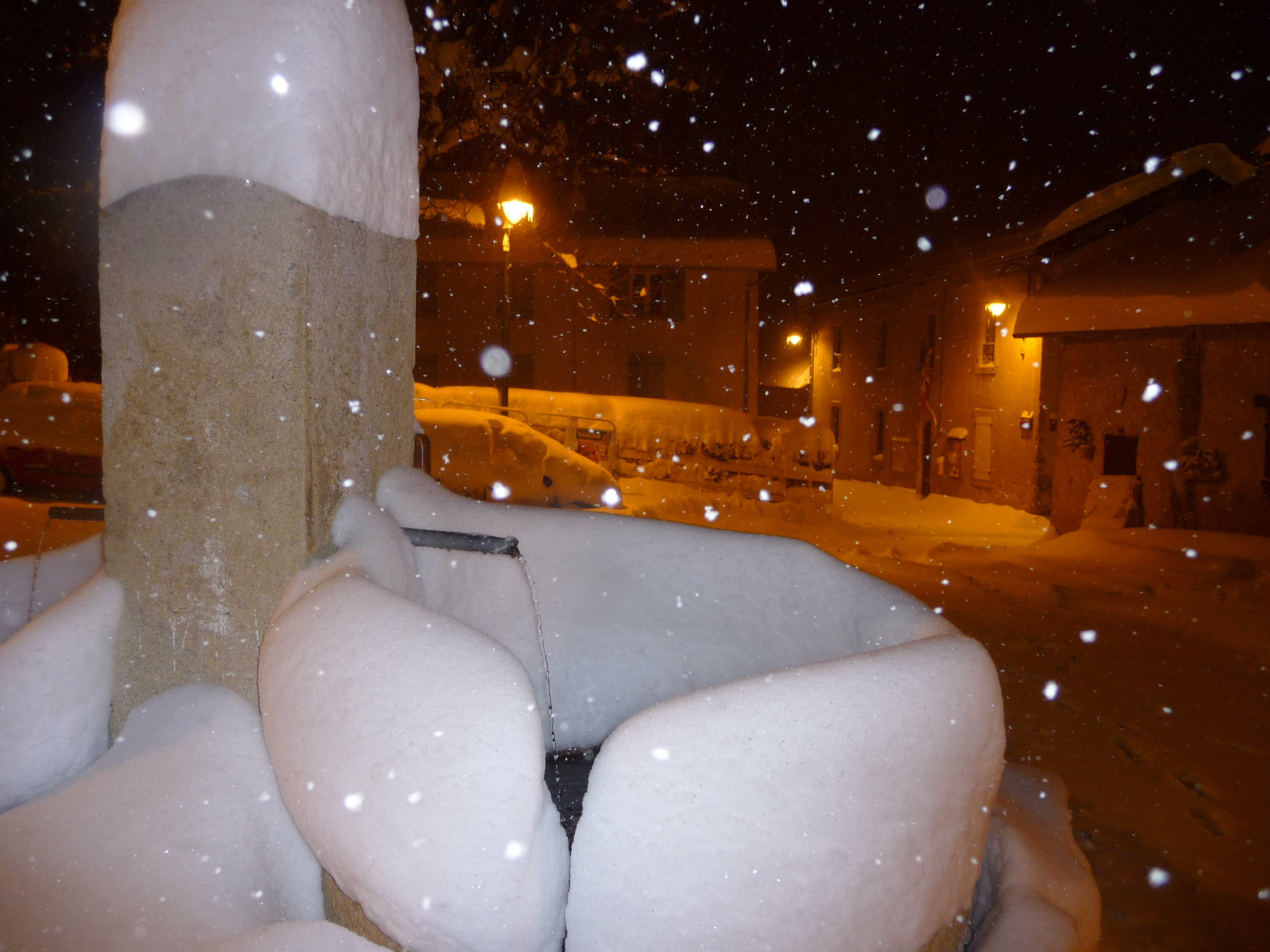
Fontaine de Fontrabiouse sous la neige une nuit d'hiver.

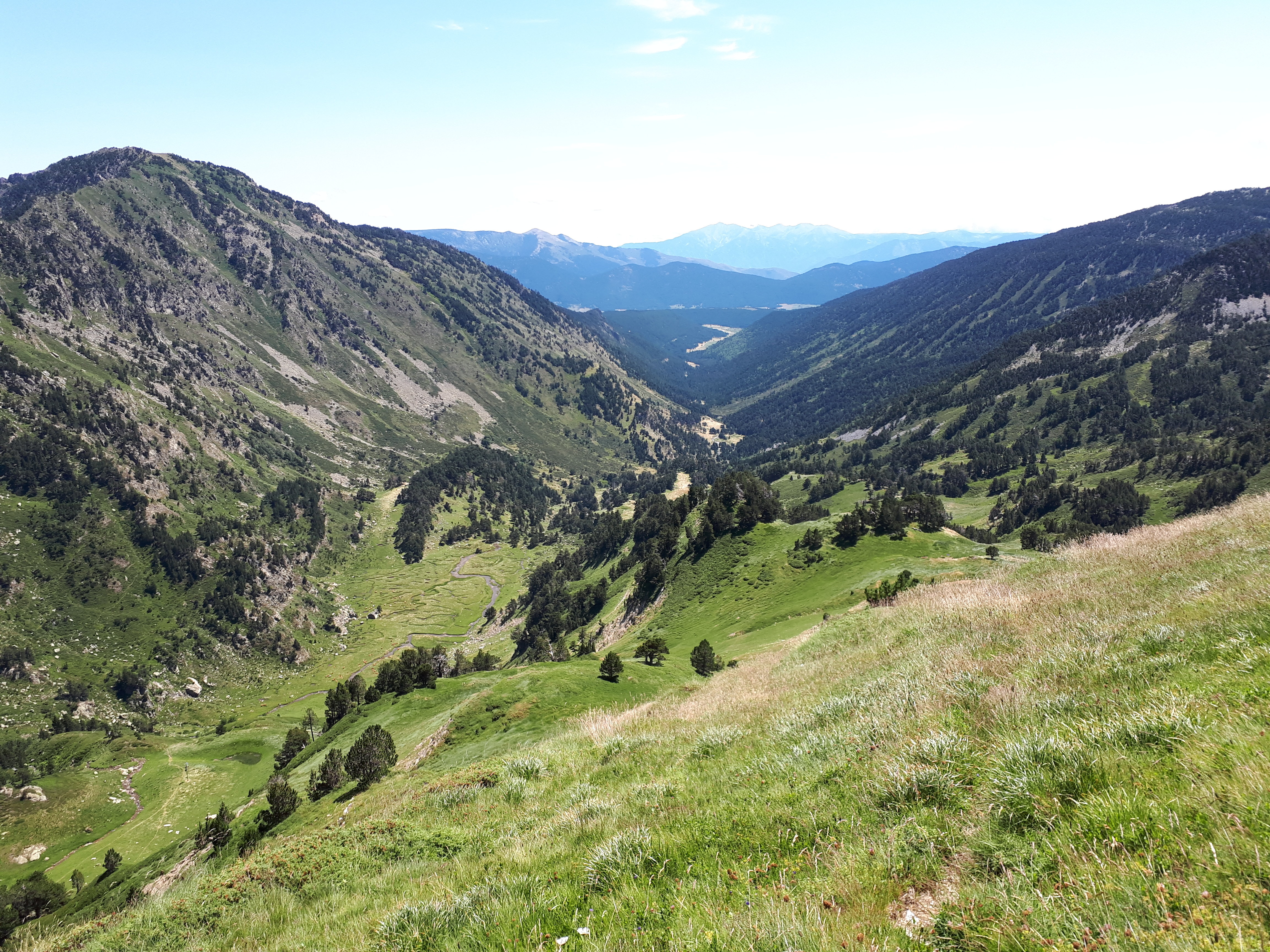
Vallée du Galbe, vue vers l'est.

La commune est arrosée par le Galbe un affluent de l'Aude et El Torrent.

### Climat
Pour des articles plus généraux, voir Climat de l'Occitanie et Climat des Pyrénées-Orientales.
En 2010, le climat de la commune est de type climat des marges montargnardes, selon une étude du CNRS s'appuyant sur une série de données couvrant la période 1971-2000. En 2020, Météo-France publie une typologie des climats de la France métropolitaine dans laquelle la commune est exposée à un climat de montagne ou de marges de montagne et est dans la région climatique Pyrénées orientales, caractérisée par une faible pluviométrie, un très bon ensoleillement (2 600 h/an), un air sec, particulièrement en hiver et peu de brouillards.
Pour la période 1971-2000, la température annuelle moyenne est de 7,5 °C, avec une amplitude thermique annuelle de 15 °C. Le cumul annuel moyen de précipitations est de 777 mm, avec 8,3 jours de précipitations en janvier et 6,4 jours en juillet. Pour la période 1991-2020, la température moyenne annuelle observée sur la station météorologique la plus proche, située sur la commune de Formiguères à 2 km à vol d'oiseau, est de 7,6 °C et le cumul annuel moyen de précipitations est de 737,3 mm,. Pour l'avenir, les paramètres climatiques de la commune estimés pour 2050 selon différents scénarios d’émission de gaz à effet de serre sont consultables sur un site dédié publié par Météo-France en novembre 2022.

### Milieux naturels et biodiversité

#### Espaces protégés
La protection réglementaire est le mode d’intervention le plus fort pour préserver des espaces naturels remarquables et leur biodiversité associée,.
Dans ce cadre, la commune fait partie d'un  espace protégé : le parc naturel régional des Pyrénées catalanes, créé en 2004 et d'une superficie de 139 062 ha, qui s'étend sur 66 communes du département. Ce territoire s'étage des fonds maraîchers et fruitiers des vallées de basse altitude aux plus hauts sommets des Pyrénées-Orientales en passant par les grands massifs de garrigue et de forêt méditerranéenne,.

#### Réseau Natura 2000

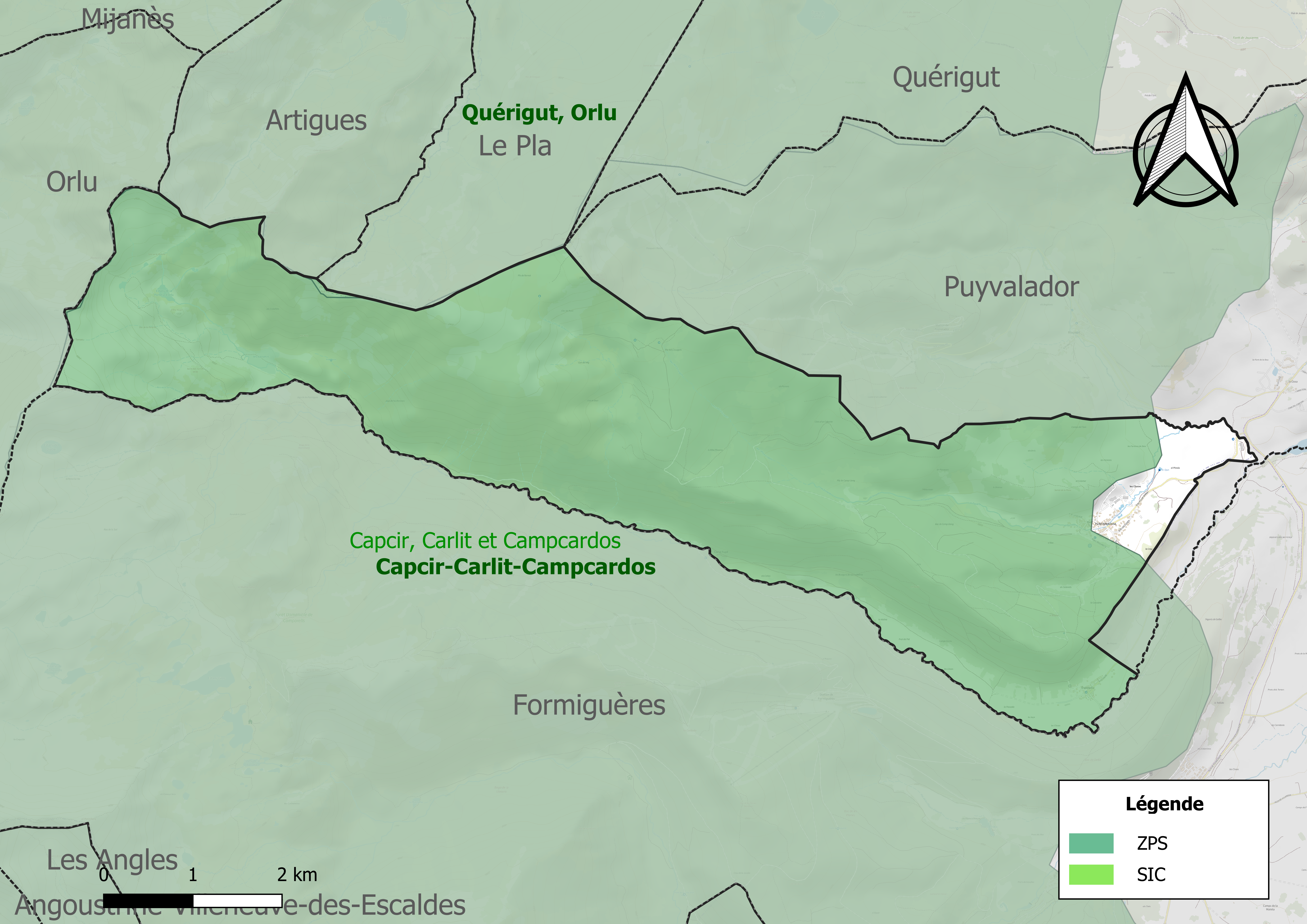
Site Natura 2000 sur le territoire communal.

Le réseau Natura 2000 est un réseau écologique européen de sites naturels d'intérêt écologique élaboré à partir des directives habitats et oiseaux, constitué de zones spéciales de conservation (ZSC) et de zones de protection spéciale (ZPS).
Le site Natura 2000 Capcir-Carlit-Campcardos couvre une superficie de 39 760 ha sur le territoire de quinze communes du département dont celle-ci, à la fois au titre de la directive habitats et de la directive oiseaux. Cette zone présente de nombreux habitats naturels alpins (pelouses, landes) et des milieux rocheux majoritairement siliceux et héberge certaines espèces d'intérêt communautaire : Botrychium simplex, Ligularia sibirica pour les plantes, Desman des Pyrénées et Loche pour les animaux. Au titre de la directive oiseaux, elle recèle une grande diversité d'habitats naturels se traduisant par un patrimoine ornithologique remarquable puisqu'elle accueille la plupart des espèces caractéristiques des zones de montagne, que ce soit parmi les rapaces (Gypaète barbu, Circaète Jean-le-Blanc, aigle royal, Faucon pèlerin), les galliformes (Lagopède, grand Tétras) ou les espèces forestières (Pic noir) et d'autres de milieux plus ouverts,.

#### Zones naturelles d'intérêt écologique, faunistique et floristique
L’inventaire des zones naturelles d'intérêt écologique, faunistique et floristique (ZNIEFF) a pour objectif de réaliser une couverture des zones les plus intéressantes sur le plan écologique, essentiellement dans la perspective d’améliorer la connaissance du patrimoine naturel national et de fournir aux différents décideurs un outil d’aide à la prise en compte de l’environnement dans l’aménagement du territoire.
Trois ZNIEFF de type 1 sont recensées sur la commune :
- les « montagnes et vallées du Donezan centre et ouest » (8 618 ha), couvrant 12 communes dont sept dans l'Ariège, trois dans l'Aude et deux dans les Pyrénées-Orientales[24] ;
- le « val de Galbe » (1 950 ha), couvrant 3 communes du département[25],
- la « vallée et bassin versant de l'Oriège » (8 938 ha), couvrant 9 communes dont six dans l'Ariège et trois dans les Pyrénées-Orientales[26] ;

et quatre ZNIEFF de type 2, : 
- le « bassin versant de l'Oriège et montagnes orientales d'Ax-les-Thermes » (18 551 ha), couvrant 25 communes dont 18 dans l'Ariège, quatre dans l'Aude et trois dans les Pyrénées-Orientales[27] ;
- les « Capcir » (3 227 ha), couvrant 6 communes du département[28] ;
- la « forêt de pins à crochets de la périphérie du Capcir » (13 788 ha), couvrant 12 communes du département[29];
- le « massif de Quérigut et forêt du Carcanet (Donezan) » (12 107 ha), couvrant 16 communes dont neuf dans l'Ariège, cinq dans l'Aude et deux dans les Pyrénées-Orientales[30].

Carte des ZNIEFF de type 1 et 2 à Fontrabiouse.
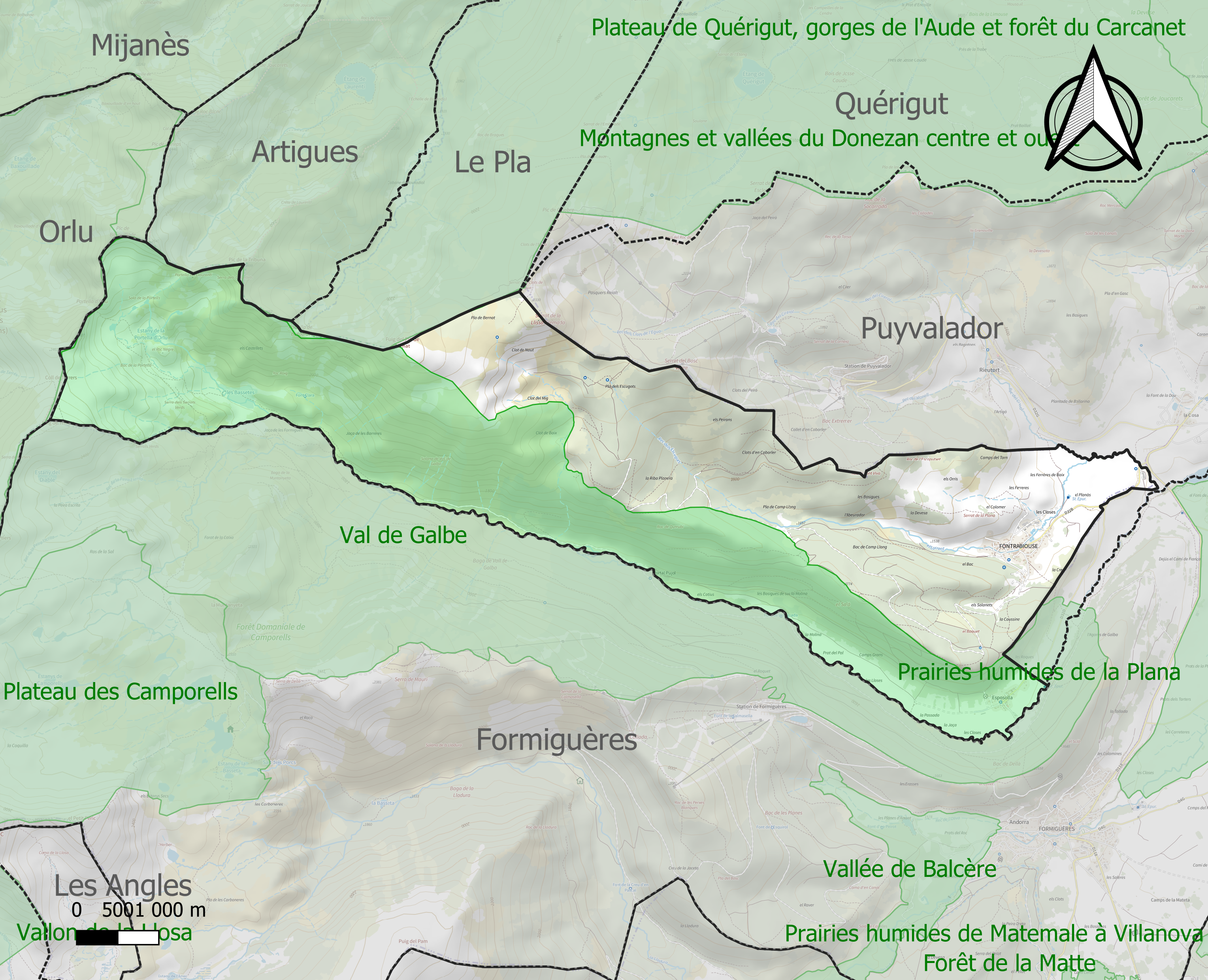
Carte des ZNIEFF de type 1 sur la commune.
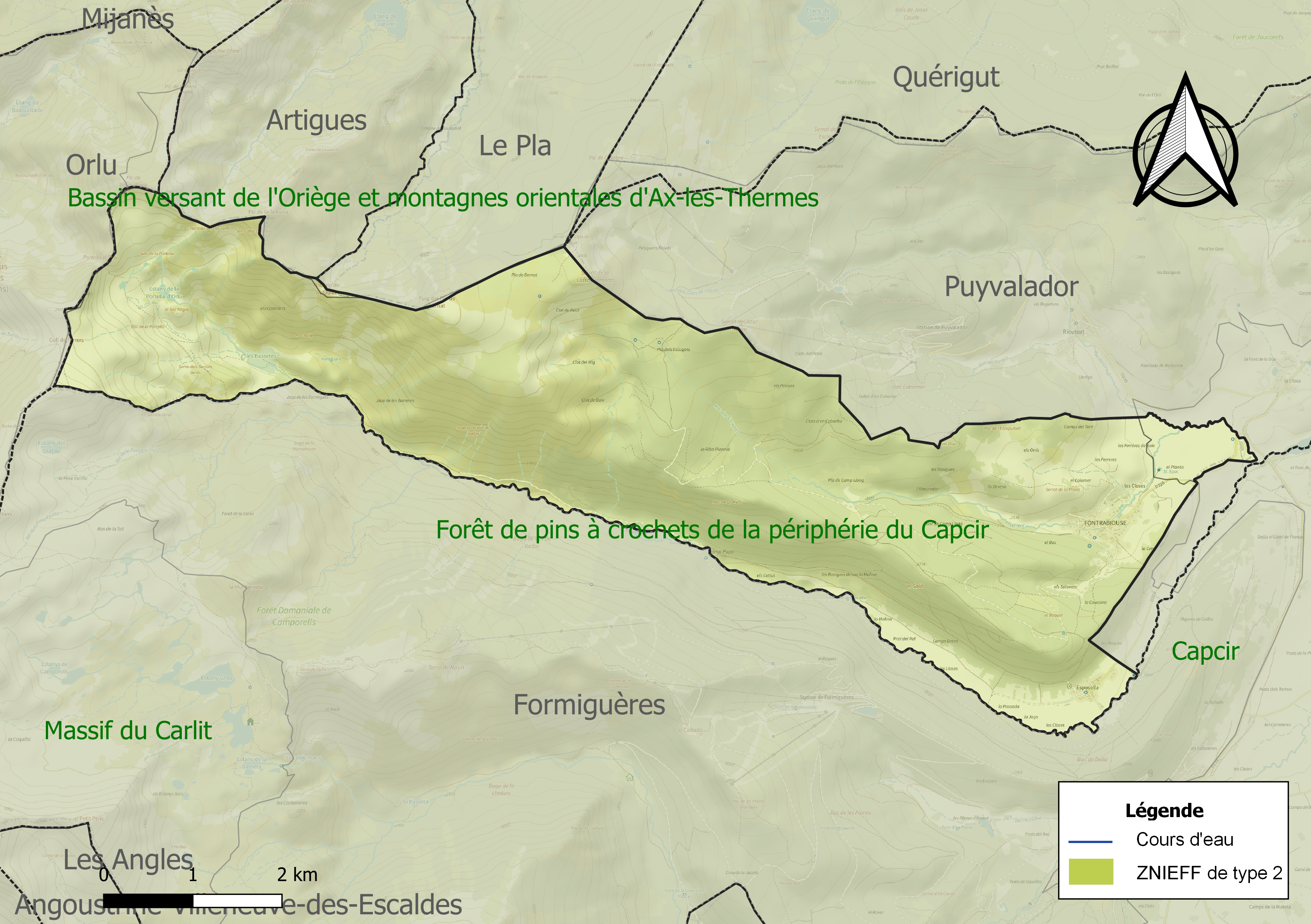
Carte des ZNIEFF de type 2 sur la commune.

## Urbanisme

### Typologie
Au 1er janvier 2024, Fontrabiouse est catégorisée commune rurale à habitat dispersé, selon la nouvelle grille communale de densité à sept niveaux définie par l'Insee en 2022.
Elle est située hors unité urbaine et hors attraction des villes,.

### Occupation des sols
L'occupation des sols de la commune, telle qu'elle ressort de la base de données européenne d’occupation biophysique des sols Corine Land Cover (CLC), est marquée par l'importance des forêts et milieux semi-naturels (89,4 % en 2018), une proportion identique à celle de 1990 (89,4 %). La répartition détaillée en 2018 est la suivante : 
forêts (42,2 %), milieux à végétation arbustive et/ou herbacée (32,9 %), espaces ouverts, sans ou avec peu de végétation (14,3 %), zones agricoles hétérogènes (8,6 %), prairies (2 %). L'évolution de l’occupation des sols de la commune et de ses infrastructures peut être observée sur les différentes représentations cartographiques du territoire : la carte de Cassini (XVIIIe siècle), la carte d'état-major (1820-1866) et les cartes ou photos aériennes de l'IGN pour la période actuelle (1950 à aujourd'hui).

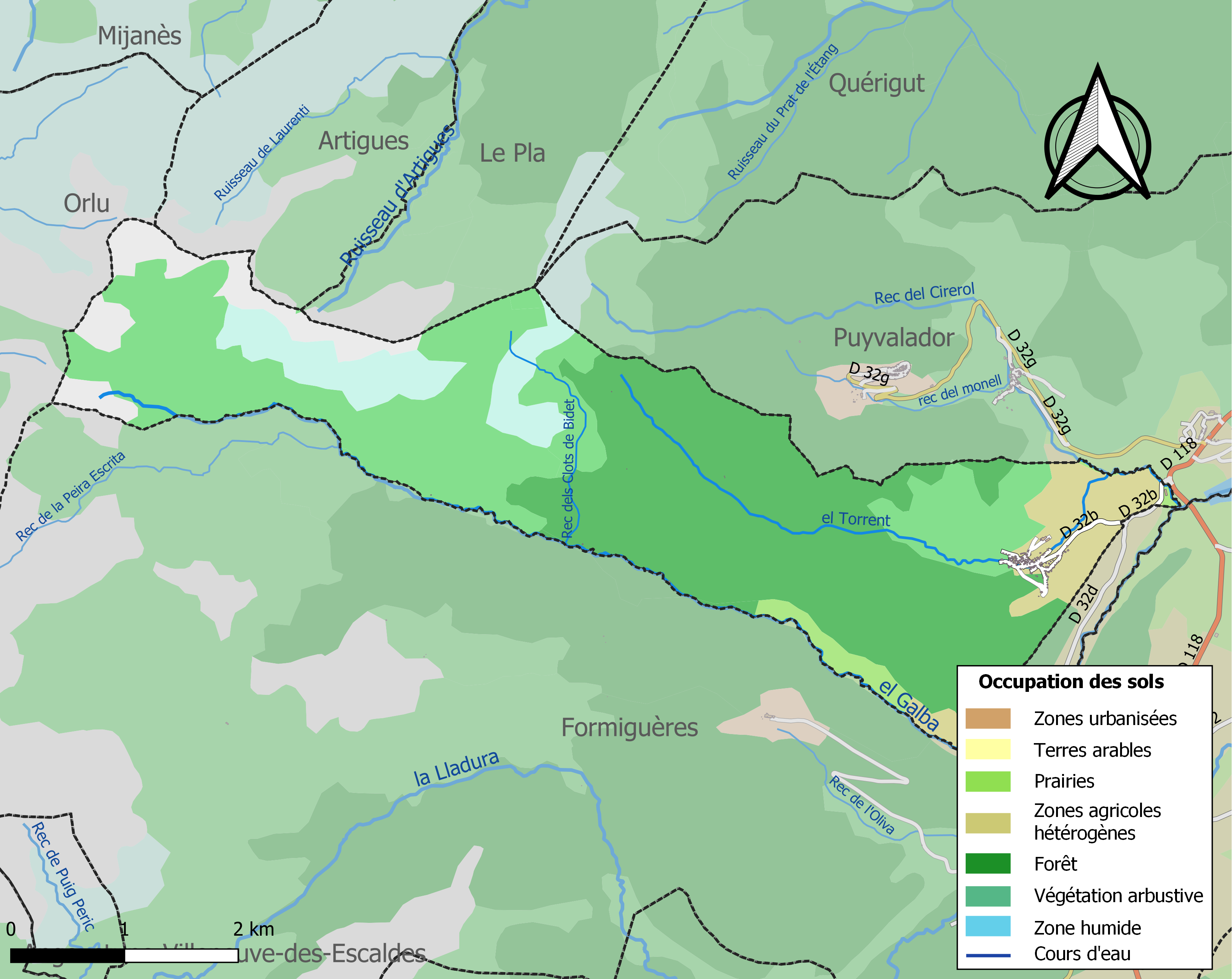
Carte des infrastructures et de l'occupation des sols de la commune en 2018 (CLC).

### Hameaux et lieux-dits
La commune de Fontrabiouse regroupe deux villages : Espousouille (Esposolla en catalan) et Fontrabiouse. Les habitants d'Espousouille sont appelés les Braves.
En tant que paroisse, Fontrabiouse avait pour annexes Puyvalador et Rieutort (aujourd'hui sur la commune de Puyvalador). Espousouille disposait de sa propre église paroissiale.

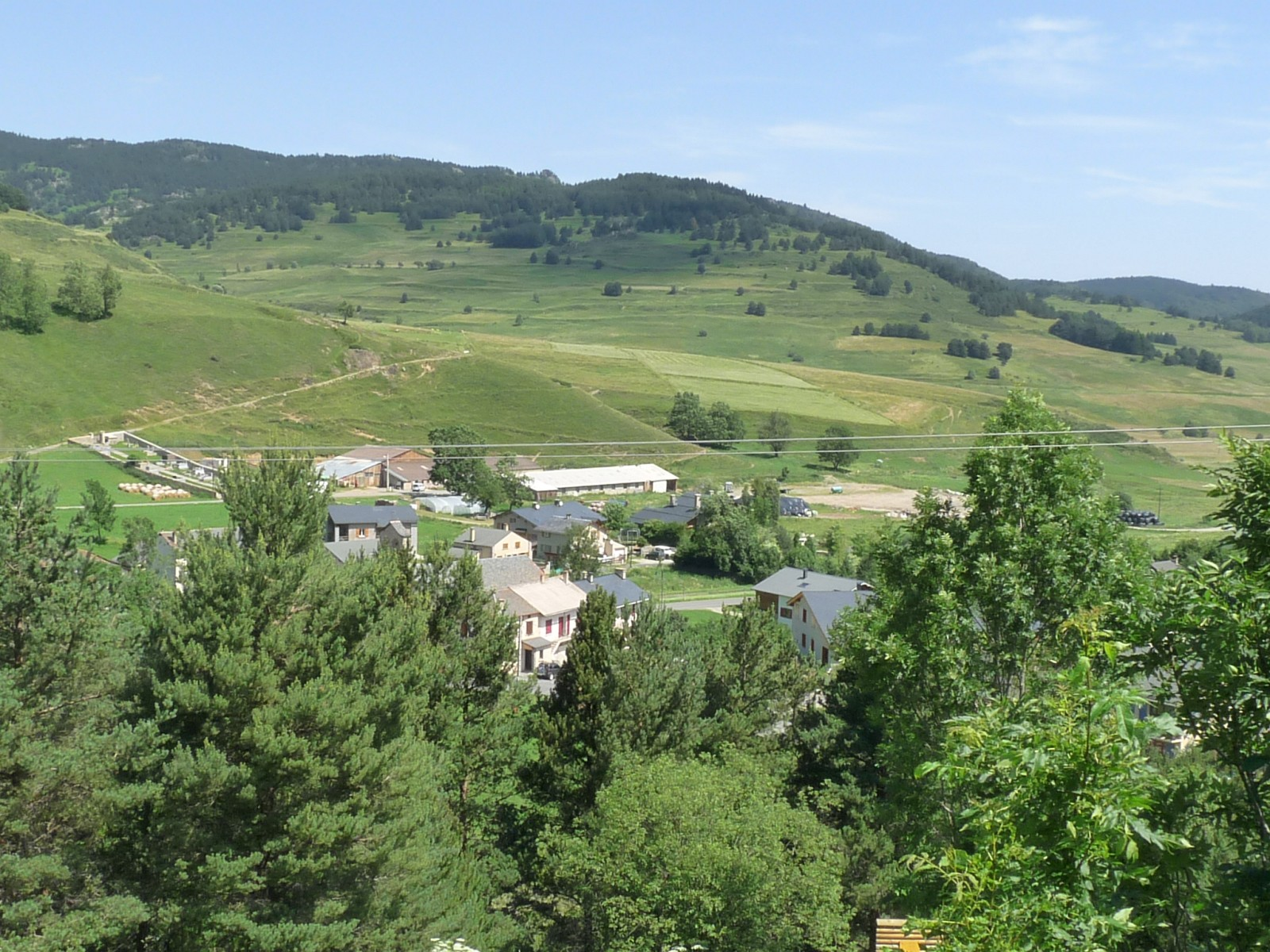
Le bourg tapi au fond de sa vallée.

### Voies de communication et transports
- En bus ou avec « Le Train Jaune » de Perpignan (via Mont-Louis).
- En train de Paris ou Toulouse, par Latour-de-Carol.
- 1 h 30 en automobile de Limoux ou de Perpignan.

### Risques majeurs
Le territoire de la commune de Fontrabiouse est vulnérable à différents aléas naturels : inondations, climatiques (grand froid ou canicule), feux de forêts, mouvements de terrains, avalanches  et séismes (sismicité moyenne). Il est également exposé à un risque particulier, le risque radon,.

#### Risques naturels
Certaines parties du territoire communal sont susceptibles d’être affectées par le risque d’inondation par crue torrentielle de cours d'eau du bassin de l'Aude.
Les mouvements de terrains susceptibles de se produire sur la commune sont soit des mouvements liés au retrait-gonflement des argiles, soit des glissements de terrains, soit des chutes de blocs, soit des effondrements liés à des cavités souterraines. Une cartographie nationale de l'aléa retrait-gonflement des argiles permet de connaître les sols argileux ou marneux susceptibles vis-à-vis de ce phénomène. L'inventaire national des cavités souterraines permet par ailleurs de localiser celles situées sur la commune.

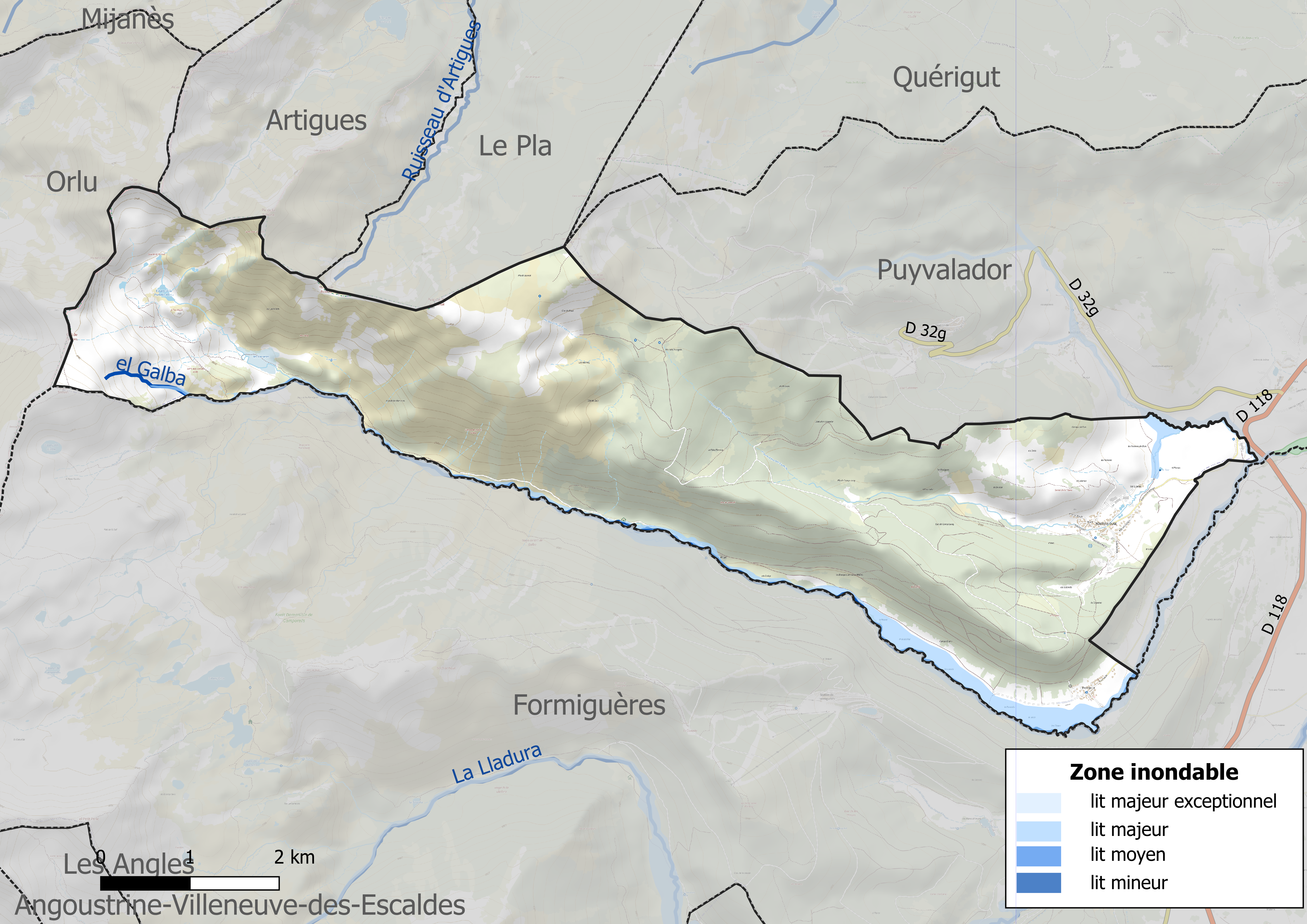
Carte des zones inondables.
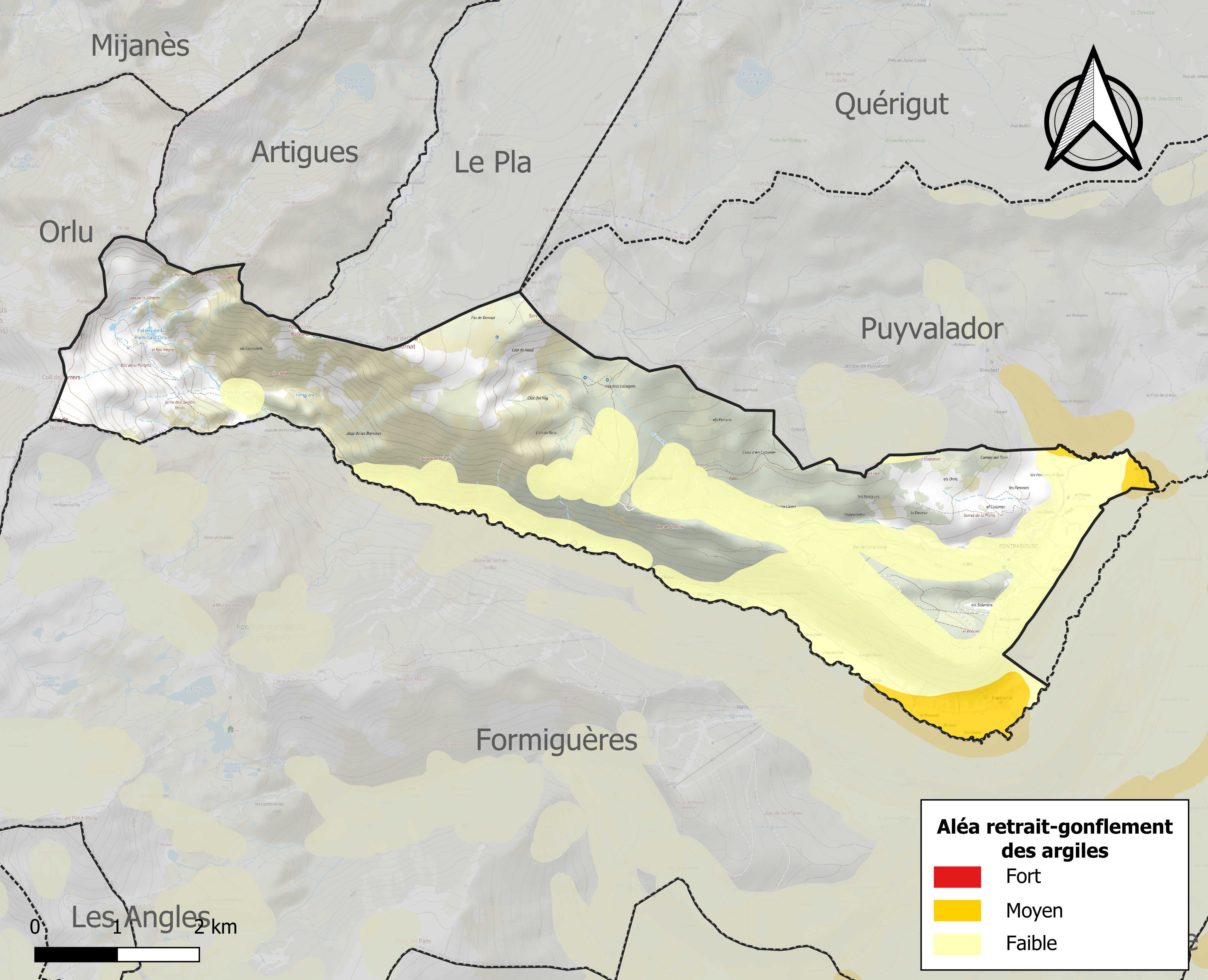
Carte des zones d'aléa retrait-gonflement des argiles.

#### Risque particulier
Dans plusieurs parties du territoire national, le radon, accumulé dans certains logements ou autres locaux, peut constituer une source significative d’exposition de la population aux rayonnements ionisants. Toutes les communes du département sont concernées par le risque radon à un niveau plus ou moins élevé. Selon la classification de 2018, la commune de Fontrabiouse est classée en zone 3, à savoir zone à potentiel radon significatif.

## Toponymie
En catalan, le nom de la commune est Font-rabiosa.
Le sens du nom, la source rageuse en traduction mot à mot, est dû à une résurgence à débit variable proche du village.
En français, on rencontre Fonrabiouze (1793) et Fontrabiouse (1801).

## Politique et administration

### Liste des maires

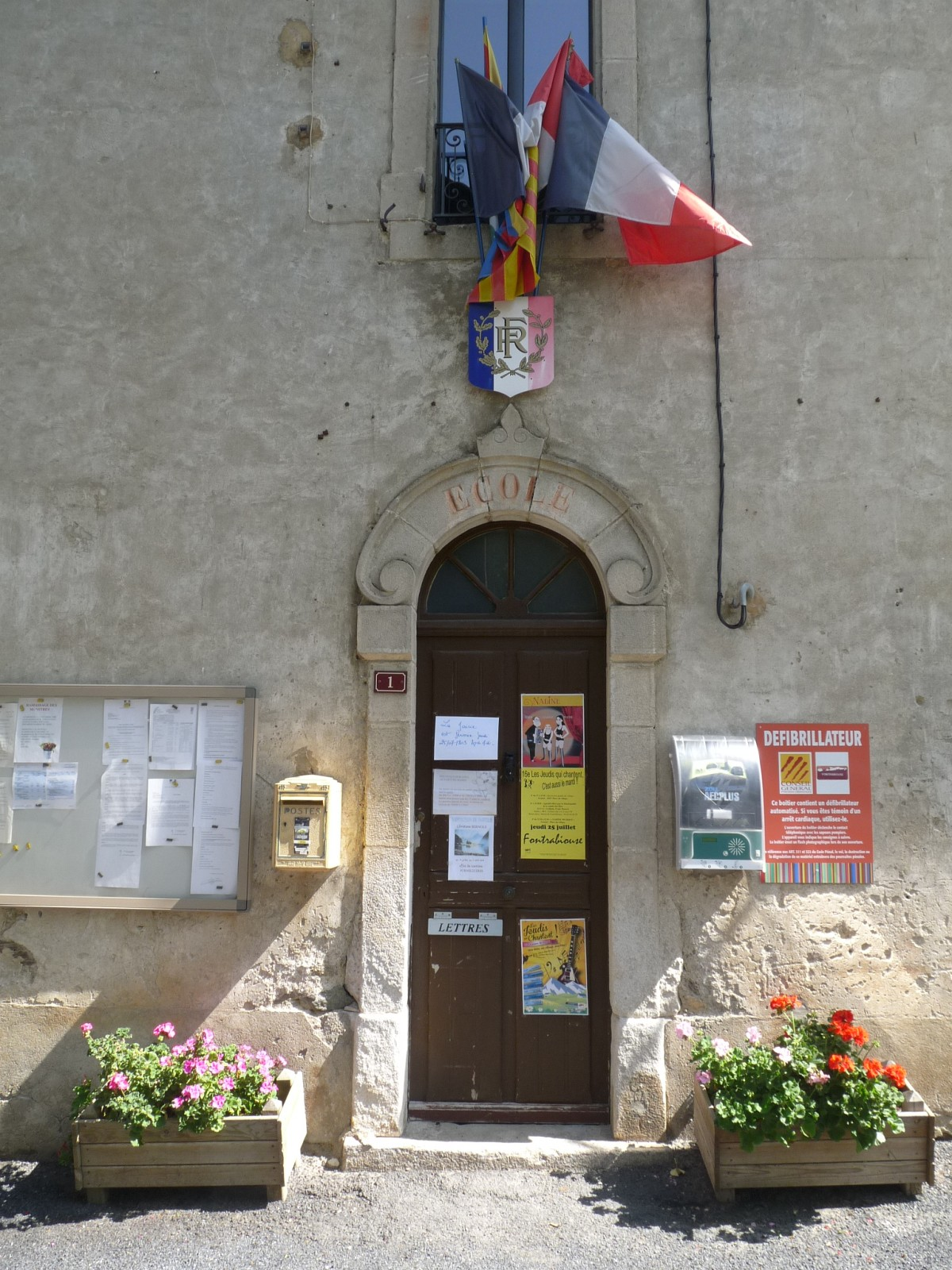
La mairie.

| Période   | Période  | Identité                        | Étiquette          | Qualité |
| --------- | -------- | ------------------------------- | ------------------ | --- |
| ?         | 1935     | Jacques Delcasso                | SFIO               | Agriculteur |
| 1935      | 1941     | Sébastien Soubielle (1901-1974) | SFIO               | Agriculteur Relevé de ses fonctions par le Gouvernement de Vichy en février 1941                                                 |
| 1941      | 1945     |                                 |                    | |
| 1945      | 1959     | Sébastien Soubielle             | PCF puis SFIO      | Agriculteur |
| 1959      | ?        | Jules Bousquet                  |                    | |
|           |          |                                 |                    | |
| mars 2001 | En cours | Pierre Bataille,                | LREM puis Horizons | Artisan Conseiller général (2011-2015), conseiller départemental (2020-2021), Président de la Communauté de communes depuis 2020 |

### Rattachements administratifs et électoraux
Canton
En 1790, la commune de Fontrabiouse est intégrée dans le district de Prades et le canton de Formiguères. Celui-ci est dissous en 1801 et Fontrabiouse est alors rattachée au canton de Mont-Louis, dont elle fait partie jusqu'en 2015,.
À compter des élections départementales de 2015, la commune est incluse dans le nouveau canton des Pyrénées catalanes.
Intercommunalité
La commune fait partie de la Communauté de communes Pyrénées catalanes.

## Population et société

### Démographie ancienne
La population est exprimée en nombre de feux (f) ou d'habitants (H).
| 1378 | 1515 | 1553 | 1709 | 1720 | 1767  | 1774  | 1788  | 1789 |
| ---- | ---- | ---- | ---- | ---- | ----- | ----- | ----- | ---- |
| 18 f | 10 f | 6 f  | 52 f | 26 f | 330 H | 112 f | 138 H | 62 f |

Notes :
- 1378 : dont 6 f pour Espousouille ;
- 1720 et 1788 : pour Fontrabiouse et Espousouille ;
- 1774 : dont 20 f pour Espouzouille, annexe de Fromiguères et 39 f pour Riotort, annexe de Fontrabiusa.

### Démographie contemporaine
L'évolution du nombre d'habitants est connue à travers les recensements de la population effectués dans la commune depuis 1793. Pour les communes de moins de 10 000 habitants, une enquête de recensement portant sur toute la population est réalisée tous les cinq ans, les populations de référence des années intermédiaires étant quant à elles estimées par interpolation ou extrapolation. Pour la commune, le premier recensement exhaustif entrant dans le cadre du nouveau dispositif a été réalisé en 2007.

En 2022, la commune comptait 137 habitants, en évolution de +5,38 % par rapport à 2016 (Pyrénées-Orientales : +3,92 %, France hors Mayotte : +2,11 %).
| 1793 | 1800 | 1806 | 1821 | 1831 | 1836 | 1841 | 1846 | 1851 |
| ---- | ---- | ---- | ---- | ---- | ---- | ---- | ---- | ---- |
| 359  | 346  | 386  | 424  | 419  | 397  | 383  | 359  | 336  |

| 1856 | 1861 | 1866 | 1872 | 1876 | 1881 | 1886 | 1891 | 1896 |
| ---- | ---- | ---- | ---- | ---- | ---- | ---- | ---- | ---- |
| 327  | 342  | 333  | 300  | 265  | 245  | 271  | 248  | 254  |

| 1901 | 1906 | 1911 | 1921 | 1926 | 1931 | 1936 | 1946 | 1954 |
| ---- | ---- | ---- | ---- | ---- | ---- | ---- | ---- | ---- |
| 232  | 235  | 243  | 193  | 182  | 178  | 154  | 142  | 120  |

| 1962 | 1968 | 1975 | 1982 | 1990 | 1999 | 2006 | 2007 | 2012 |
| ---- | ---- | ---- | ---- | ---- | ---- | ---- | ---- | ---- |
| 89   | 89   | 96   | 72   | 76   | 91   | 107  | 109  | 134  |

| 2017 | 2022 | - | - | - | - | - | - | - |
| ---- | ---- | - | - | - | - | - | - | - |
| 127  | 137  | - | - | - | - | - | - | - |

| selon la population municipale des années : | 1968 | 1975 | 1982 | 1990 | 1999 | 2006 | 2009 | 2013 |
| Rang de la commune dans le département      | 171  | 153  | 159  | 180  | 176  | 173  | 174  | 167  |
| Nombre de communes du département           | 232  | 217  | 220  | 225  | 226  | 226  | 226  | 226  |

### Enseignement
Il n'y a pas d'école à Fontrabiouse.

### Manifestations culturelles et festivités
- Fête patronale : 20 janvier[50] ;
- Fête communale : 8 septembre[50].

## Économie

### Emploi
|                | 2008   | 2013   | 2018   |
| -------------- | ------ | ------ | ------ |
| Commune        | 1,6 %  | 0 %    | 5,2 %  |
| Département    | 10,3 % | 12,9 % | 13,3 % |
| France entière | 8,3 %  | 10 %   | 10 %   |

En 2018, la population âgée de 15 à 64 ans s'élève à 76 personnes, parmi lesquelles on compte 85,7 % d'actifs (80,5 % ayant un emploi et 5,2 % de chômeurs) et 14,3 % d'inactifs,. Depuis 2008, le taux de chômage communal (au sens du recensement) des 15-64 ans est inférieur à celui de la France et du département.
La commune est hors attraction des villes,. Elle compte 31 emplois en 2018, contre 25 en 2013 et 26 en 2008. Le nombre d'actifs ayant un emploi résidant dans la commune est de 62, soit un indicateur de concentration d'emploi de 50,2 % et un taux d'activité parmi les 15 ans ou plus de 63,5 %.
Sur ces 62 actifs de 15 ans ou plus ayant un emploi, 24 travaillent dans la commune, soit 39 % des habitants. Pour se rendre au travail, 77,4 % des habitants utilisent un véhicule personnel ou de fonction à quatre roues, 12,9 % s'y rendent en deux-roues, à vélo ou à pied et 9,7 % n'ont pas besoin de transport (travail au domicile).

### Activités hors agriculture
15 établissements sont implantés  à Fontrabiouse au 31 décembre 2019.
Le secteur de l'industrie manufacturière, des industries extractives et autres est prépondérant sur la commune puisqu'il représente 46,7 % du nombre total d'établissements de la commune (7 sur les 15 entreprises implantées  à Fontrabiouse), contre 8,7 % au niveau départemental.

### Agriculture
|               | 1988 | 2000 | 2010 | 2020 |
| ------------- | ---- | ---- | ---- | ---- |
| Exploitations | 6    | 6    | 2    | 2    |
| SAU (ha)      | 142  | 156  | 69   | 397  |

La commune est dans le Capcir, une petite région agricole située à l'extrême ouest du département des Pyrénées-Orientales. En 2020, l'orientation technico-économique de l'agriculture  sur la commune est l'élevage bovin, orientation mixte lait et viande. Deux exploitations agricoles ayant leur siège dans la commune sont dénombrées lors du recensement agricole de 2020 (six en 1988). La superficie agricole utilisée est de 397 ha,,.

## Culture locale et patrimoine

### Monuments et lieux touristiques
Fontrabiouse a la particularité de ne pas posséder de monument aux morts sur son territoire jusqu'en 2014.
Inauguration de sn monument aux morts des 2 guerres le 12 juillet 2014.
- La grotte de Fontrabiouse[55], découverte en 1958, à la suite d'un tir de mine dans la carrière de marbre, abrite des concrétions façonnées par l'eau dans le calcaire depuis des millénaires (spéléothèmes). Cette grotte est située en dessous de l'ancienne carrière d'onyx totalement épuisée depuis. L'onyx extrait de cette carrière a, entre autres, été utilisé pour le revêtement des escaliers du palais de Chaillot de Paris ainsi que pour celles du palais des Rois de Majorque à Perpignan. Ouverte au public depuis 1983, elle est riche de concrétions : stalactites, stalagmites, colonnes, disques, aragonites, lac souterrain, sur un parcours aménagé de près d'un kilomètre.
- L’église paroissiale Saint-Sébastien de Fontrabiouse est dédiée à saint Sébastien. Elle contient un tabernacle du XVIIe siècle ainsi qu’une statue de saint Sébastien du XVIe siècle. Cette église a été remaniée au début du XVIIIe siècle. C’est un édifice roman à nef unique.
- Église de la Nativité-de-Notre-Dame d'Esposolla ou d'Espousouille.

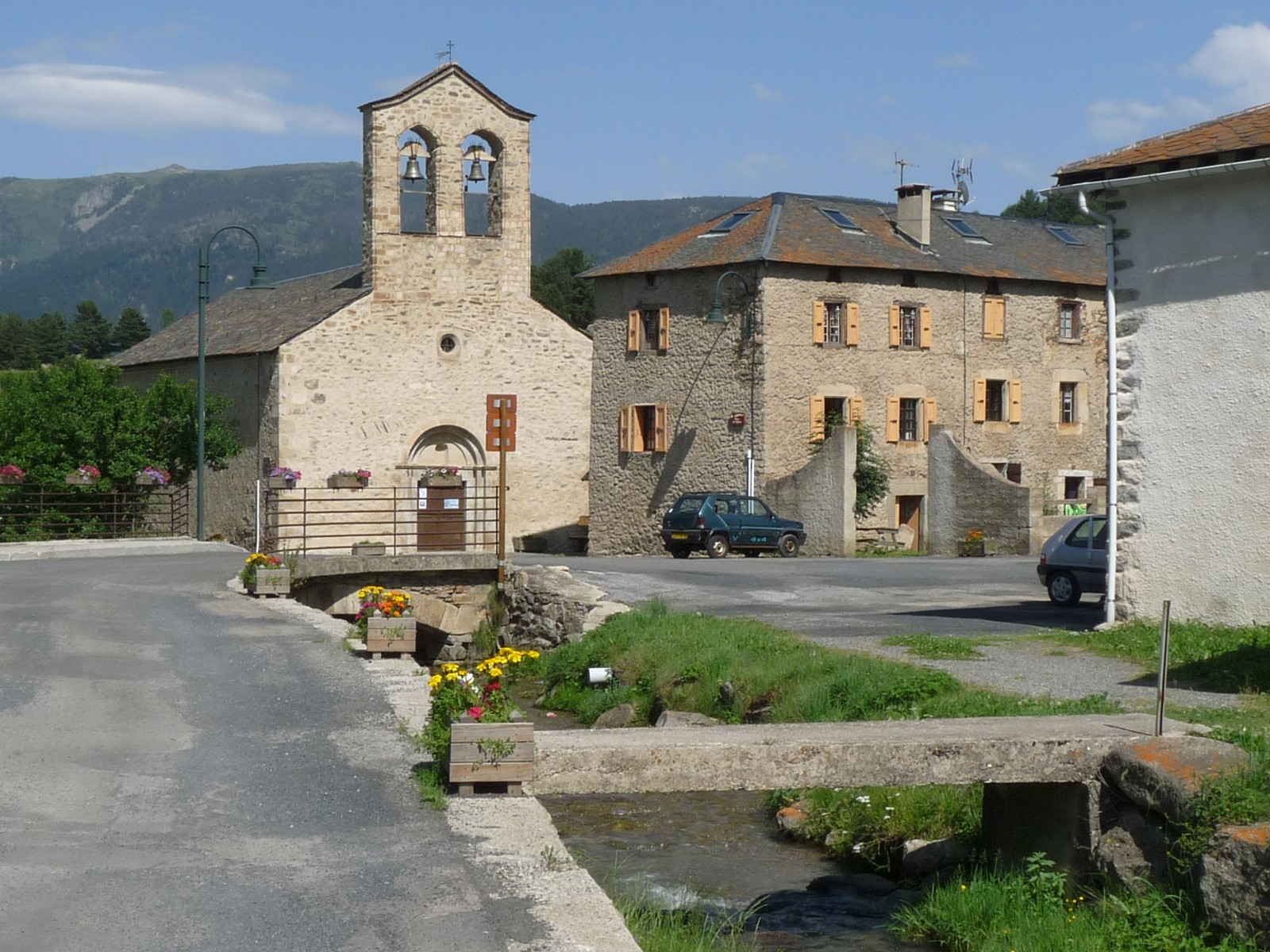
Le bourg, le Torrent et l'église Saint-Sébastien.
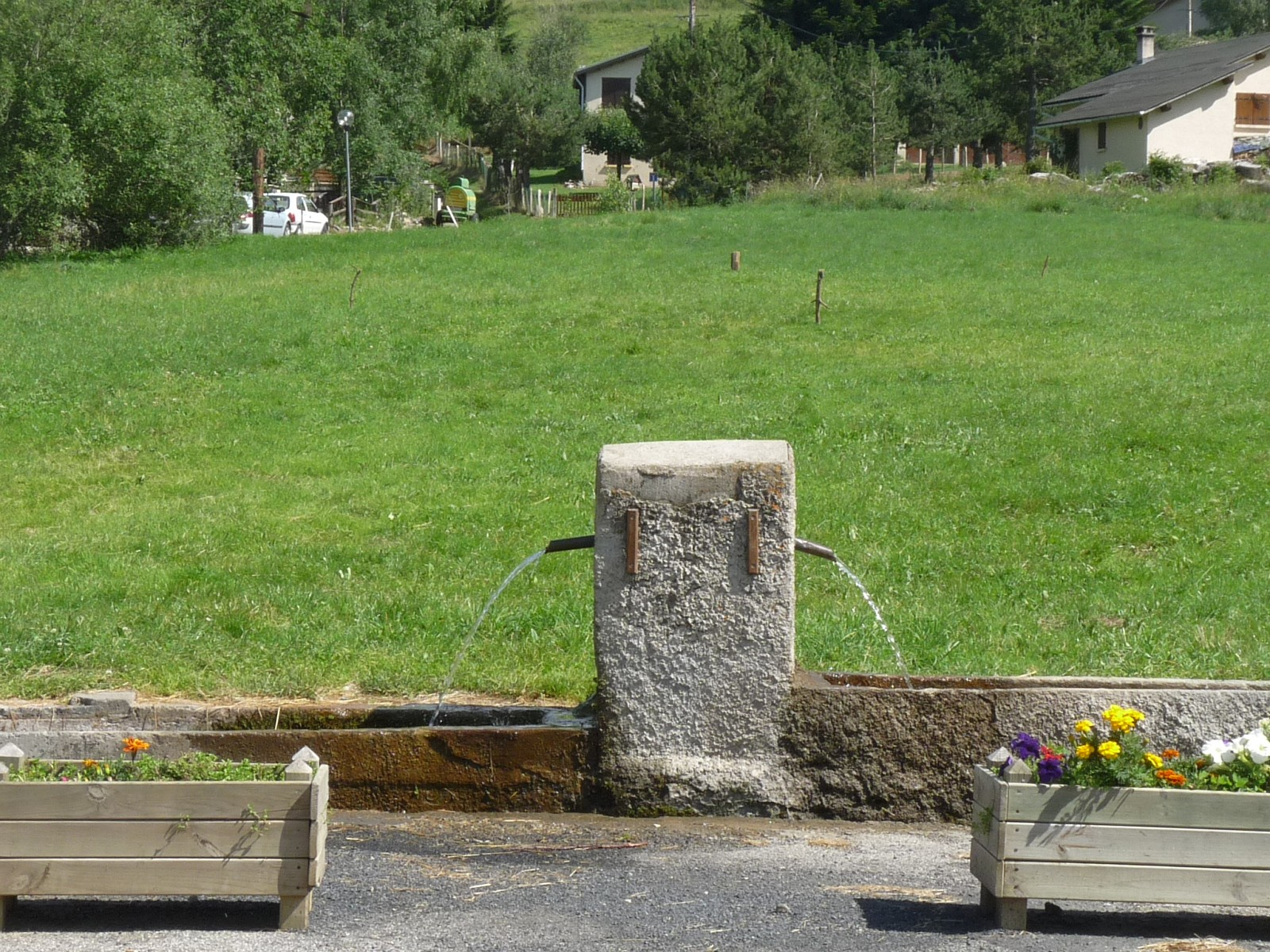
Une des fontaines de Fontrabiouse.
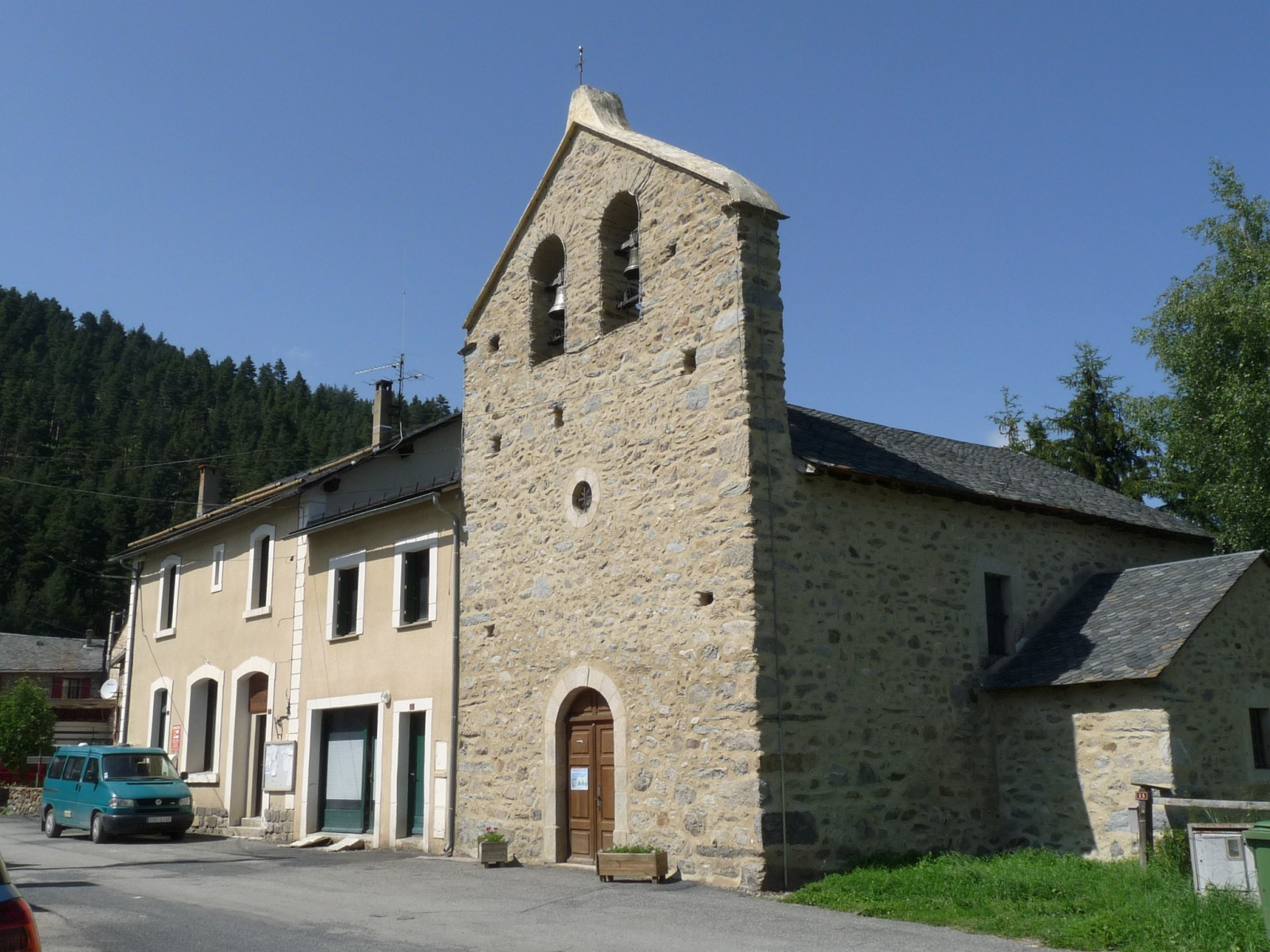
Église de la Nativité-de-Notre-Dame d'Esposolla ou d'Espousouille
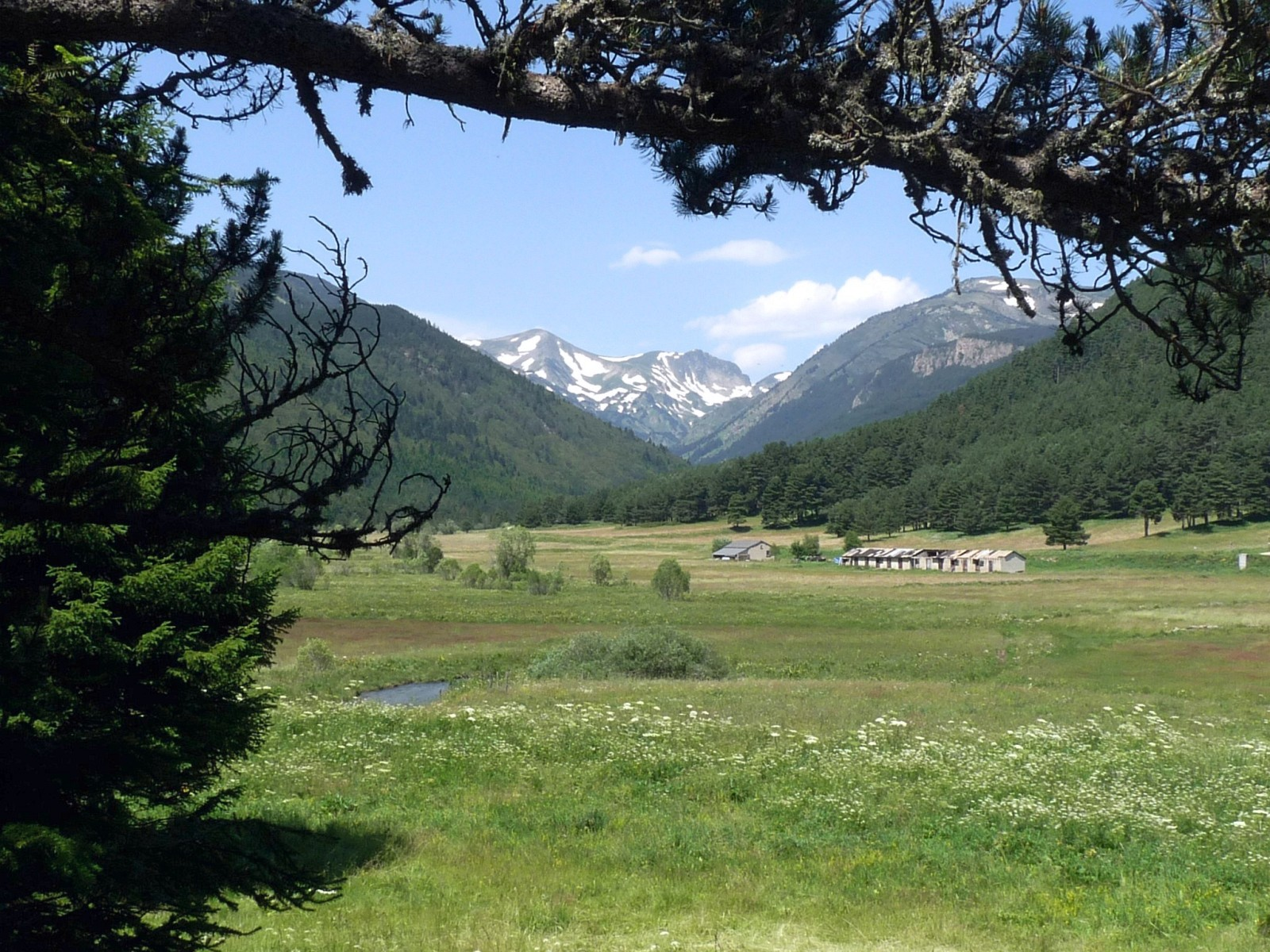
La vallée du Galbe à Espousouille.